# Мишура, Егор Юрьевич
Егор Юрьевич Мишура (9 апреля 1995, Челябинск) — российский футболист, полузащитник, бывший нападающий мини-футбольного клуба «Южный Урал».
Воспитанник челябинской «Академии футбола» (2006—2013). В 2013—2014 годах — в составе «Шахтёра» Коркино, ЛФЛ. В сезоне 2014/15 был в составе клуба первой сербской лиги «Слога» Петровац-на-Млави, но на поле не выходил. Вторую половину 2015 года провёл в армянской «Мике». За клуб сыграл две игры — 30 августа в 5 туре чемпионата Армении вышел на замену на последней минуте гостевого матча против «Улисса» (2:0) и отыграл весь матч за Суперкубок Армении. В 2016 году выступал за клуб ЛФЛ «Металлург» Аша, сыграл в 1/256 финала Кубка России.
С 2020 по 2023 года играл в мини-футбол за челябинский «Южный Урал» в конференции «Восток» Высшей лиги. С сезона 2023/2024 назначен директором МФК «Южный Урал».